# أيرلندا الجديدة (إقتراح)
أيرلندا الجديدة، (باللغة الايرلندية: إيري نوا) كان اقتراحًا دعمه الجيش الجمهوري الأيرلندي المؤقت و«الشين فين» خلال السبعينيات وأوائل الثمانينيات من القرن الماضي من أجل إقامة «أيرلندا مُتحدة فيدرالية». كان الاقتراح مرتبطًا بشكل خاص بمجموعة القيادة التي يوجد مقرها في دُبلن والتي تركزت على Ruairí Ó Brádaigh و Dáithí Ó Conaill ، الذين كانوا واضعي السياسة. 
لا تزال الايديولوجيا مَدعومة من قِبل الجيش الجمهوري الأيرلندي الدائم ، وحزب شين فين الجمهوري (Sinn Féin) ، ومجموعات أُخري.

## الأيديولوجيا
فكرة جمهورية «أيرلندا الجديدة» تتلخص في إنشاء جمهورية موحدة يتم إنشاؤها عند انسحاب البريطانيين من أيرلندا الشمالية. كما تضمنت أيضًا حل جمهورية أيرلندا القائمة، والتي اعتبرها العديد من الجمهوريين كيانًا غير شرعي فرضته بريطانيا في عام 1922. تحت حكم إيرلندا الجديدة، ستصبحت أيرلندا دولة اتحادية بها برلمانات لكل من مقاطعاتها التاريخية الأربع، بالإضافة إلى برلمان مركزي مقره في أثلون .
كان الغرض من الهيكل الفيدرالي مزدوجا. أولاً، كان الهدف هو إظهار للاتحاديين في أيرلندا الشمالية أنهم سوف يحظون بنوع من الحكم الذاتي في أيرلندا الموحدة. ويمكن تحقيق ذلك من خلال توفير برلمان لأولستر. من خلال تضمين كل مقاطعة أولستر التاريخية - تسع مقاطعات بدلاً من المقاطعات الست في أيرلندا الشمالية - كان المقصود أن تكون الأغلبية الاتحادية ضئيلة بما يكفي لمنع الانتهاكات ضد السكان الكاثوليك/القوميين في المقاطعة.
ثانياً، كان الهدف من البرلمان الفيدرالي هو معالجة الخلل الاقتصادي بين الأجزاء الشرقية والغربية من أيرلندا، وكان من المؤمل أن يعمل على تمكين الرخاء في الجزء الغربي الأكثر فقراً من البلاد.
 